# Interpretação da Esquizofrenia
Interpretação da Esquizofrenia (primeira edição, 1955) é um livro escrito pelo psiquiatra Silvano Arieti e ganhou o National Book Award de 1975 nos Estados Unidos. Interpretação da Esquizofrenia demonstra uma etiologia psicológica da esquizofrenia. Na premiada edição de 1974 (ISBN 0-465-03429-2) Arieti expandiu o livro imensamente.